# Miocardiopatia hipertròfica
La miocardiopatia hipertròfica (MCH, o MCHO quan és obstructiva) o cardiomiopatia hipertròfica és una malaltia en la qual les parets del cor s'engrosseixen sense una causa òbvia. Les parts del cor més afectades són el septe interventricular i els ventricles. Això fa que el cor sigui menys capaç de bombar sang de manera eficaç i també pot causar problemes de conducció elèctrica.
Les persones que tenen MCH poden tenir diversos símptomes. Les persones poden ser asimptomàtiques o poden tenir fatiga, inflor de cames i dificultat per respirar. També pot provocar dolor al pit o desmais. Els símptomes poden empitjorar quan la persona està deshidratada. Les complicacions poden incloure insuficiència cardíaca, batecs cardíacs irregulars i mort cardíaca sobtada.
L'MCH és hereditària en un patró autosòmic dominant. Sovint es deu a mutacions en certs gens implicats en la fabricació de proteïnes del múscul cardíac. Altres causes hereditàries d'hipertròfia ventricular esquerra poden incloure la malaltia de Fabry, l'atàxia de Friedreich i certs medicaments com el tacrolimus, altres causes de l'engrandiment del cor són el cor de l'atleta i la hipertensió arterial. Fer el diagnòstic d'MCH sovint implica una història familiar, un electrocardiograma, ecocardiograma i proves d'esforç. També es poden fer proves genètiques. L'MCH es pot distingir d'altres causes hereditàries de miocardiopatia pel seu patró autosòmic dominant, mentre que la malaltia de Fabry està lligada a l'X i l'atàxia de Friedreich s'hereta en un patró autosòmic recessiu.
El tractament pot dependre dels símptomes i altres factors de risc. Els medicaments poden incloure l'ús de betablocadors, verapamil o disopiramida. Es pot recomanar un desfibril·lador automàtic implantable en persones amb certs tipus de batecs cardíacs irregulars. La cirurgia, en forma de miectomia septal o trasplantament de cor, es pot fer en aquells que no milloren amb altres mesures. Amb el tractament, el risc de mort per la malaltia és inferior a l'un per cent per any.
L'MCH afecta fins a una de cada 200 persones. Les taxes en homes i dones són gairebé iguals. Les persones de totes les edats es poden veure afectades. La primera descripció moderna de la malaltia va ser feta per Donald Teare el 1958.